# Лудвиг фон Равенсберг (епископ)
Лудвиг фон Равенсберг (на немски: Ludwig von Ravensberg; * ок. 1260; † 1308) е от 1297 г. 36. епископ на Оснабрюк.

## Произход и управление
Той е вторият син на Лудвиг фон Равенсберг († 1249) от Дом Калвелаге-Равенсберге, граф на Равенсберг, и втората му съпруга Аделхайд фон Дасел († 1262/63), дъщеря на граф Адолф I фон Дасел.
След смъртта на баща му през 1249 г. опекунството над Лудвиг и братята му Ото III и Йохан поема граф Бернхард IV от Липе (1230 – 1275). По-големият му брат Ото III е граф на Равенсберг от 1249 до 1306 г.
На 6 ноември 1297 г. Лудвиг е избран за епископ на Оснабрюк. Неговата резиденция е в дворец Ибург. Той помага на брат си Ото III. Помага и на жителите на Оснабрюк, когато те през 1302 г. пленяват Симон I фон Липе и го затварят в замък Букщурм.
При Алфхаузен-Хееке Лудвиг строи един замък с протести от манастир Малгартен и ордена Коменде Лаге. В една битка при Хален през 1308 г. Лудвиг се бие на страната на нападателите и помага така за тяхната победа. Обаче той е тежко ранен и скоро умира. Погребан е в катедралата „Св. Петър“ в Оснабрюк.